# Stura di Viù
La Stura di Viù est un cours d'eau d'une longueur de 40 km qui coule dans la région du Piémont, au nord-ouest de l'Italie. Elle est un affluent de la Stura di Lanzo, dans le bassin du Pô.

## Géographie
La Stura di Viù découle de la confluence de plusieurs sources qui s'écoulent dans le bassin du lac de Malciaussia. Dans cette partie de son bassin versant se trouvent aussi les lacs naturels tels que celui d'Autaret ou le lac Noir.
Son premier tronçon assez raide est  orienté vers l'est vers Ussel, où elle reçoit les eaux provenant du vallon de l'Arnas. Elle traverse ensuite la commune de Lemie et elle reçoit la contribution du rio Nanta  et du Forno di Lemie. Elle atteint la commune de Viù, en aval de laquelle elle entre dans une gorge assez étroite et reçoit l'apport du torrent Ricchiaglio.
Le cours de la Stura tourne alors vers le nord autour du mont Bellacomba et de la Punta d'Aprile pour confluer enfin dans la Stura di Lanzo sur la commune de Traves à une altitude de 505 m.